# Blinker (Militär)

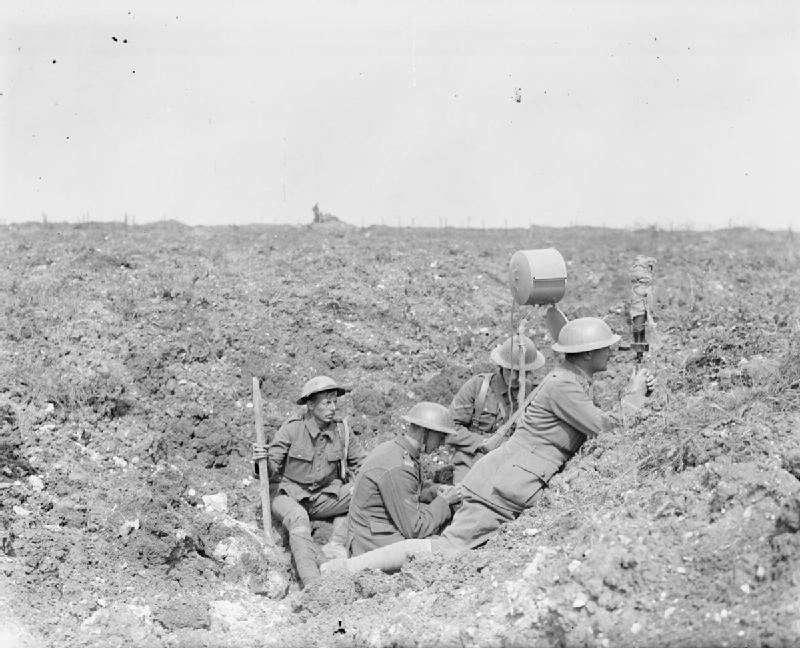
Britische Blinker im Ersten Weltkrieg

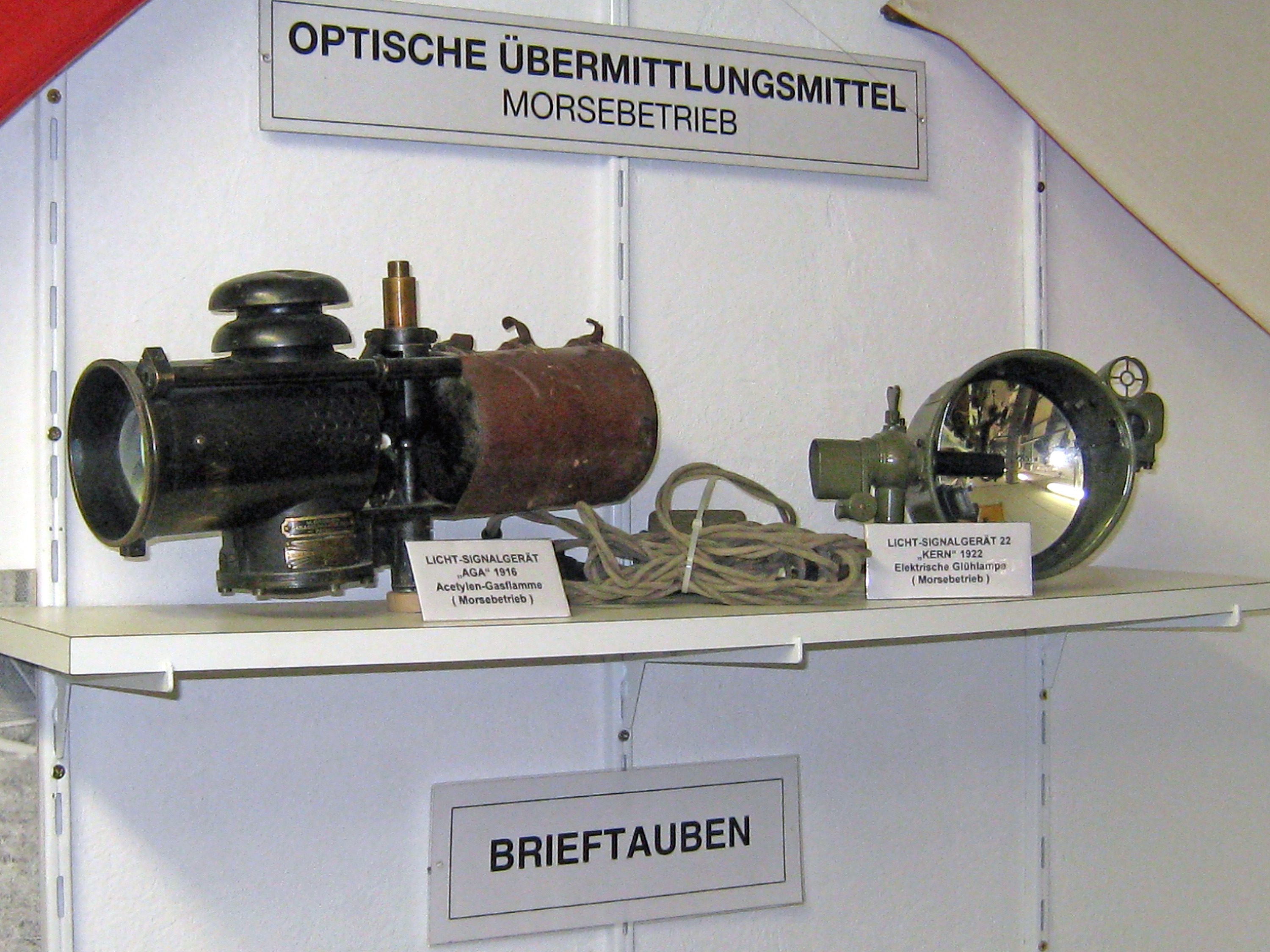
Licht-Signalgeräte der Schweizer Armee

Blinker waren Soldaten im und vor dem Ersten Weltkrieg, die militärische Nachrichten mit Blinkzeichen weitergaben.

## Geschichte
Bereits die alten Griechen nutzten um 400 vor Chr. ihre Schilde zur optischen Weitergabe von Informationen. Im Laufe der Militärgeschichte wurden das Sonnenlicht zur Heliographie, das Feuer und später Karbidlampen für Signale verwendet.
Seit Anfang des 20. Jahrhunderts wurden batteriebestückte elektrische Blinkscheinwerfer eingesetzt. Diese und technisches Zubehör wurden für das kaiserliche Heer im Deutschen Reich von den Zeiss-Werken in Jena hergestellt. Ihre Ausbildung erhielten die „Blinker“ bei Jena. Der kahle, über 363 Meter hohe Windknollen mit weiter Sicht auf weitere Berge im Land bot gute Voraussetzungen als Übungsgelände für die auch „Signalisten“ genannten Nachrichtensoldaten. Der Berg liegt auf dem Schlachtfeld der Schlacht bei Jena und Auerstedt von 1806.
Die Blinkzeichen wurden nach dem Morse-System gesendet und mit Monokular oder Beobachtungsfernrohr empfangen. Blenden sorgten dafür, dass der Gegner nicht mitlesen konnte. Blinkzeichen wurden auch von Ballonen gesendet, das wurde ebenfalls bei Jena geübt.
Im Laufe des Ersten Weltkriegs wurden dann modernere Formen der militärischen Nachrichtenübermittlung entwickelt und genutzt.
Nach dem Krieg wurde ein „Bund Deutscher Blinker“ gegründet. Die Ortsgruppe Jena war besonders aktiv. Ein Großteil dieser Nachrichtensoldaten stammte aus Jena, Apolda und Umgebung. Ihr Vereinslokal hatten sie in der Gaststätte „Schubertsburg“ in Jena.

## Denkmal
Die deutschen Blinker haben 1921 ihren im Ersten Weltkrieg gefallenen Kameraden bei Jena hinter dem Landgrafen-Berg auf dem früheren Übungsgelände das Blinkerdenkmal gesetzt. Es wurde nach Teilabbau und Verfall zur DDR-Zeit in vereinfachter Form im Jahr 2009 wiedererrichtet.